# Ascension
 For alternative betydninger, se Ascension (flertydig). (Se også artikler, som begynder med Ascension)
Ascension er en britisk ø i Sydatlanten, cirka 1300 kilometer nordvest for Sankt Helena. Den tilhører det britiske oversøiske territorium Sankt Helena, Ascension og Tristan da Cunha, tidligere kendt som Saint Helena and Dependencies.
Øen har et areal på omkring 88 km² og cirka 1100 indbyggere. Den største by er Georgetown på vestkysten, med 560 indbyggere (2003).

## Natur
Øen er vulkansk og gold, næsten helt uden vegetation, bortset fra et mindre område omkring toppen af Green Mountain (859 meter over havet). Årsnedbøren varierer fra 150 mm ved kysten til 635 mm i bjergene. Mange havskildpadder besøger øen mellem januar og maj for at lægge æg.

## Næringsliv
Ascension er et vigtigt kommunikationscenter, og den har en britisk jordstation til satellitkommunikation samt en radiosender (BBC). På øen er der den britisk-amerikanske Wideawake-flybase. I apartheidtiden i Sydafrika anvendte South African Airways denne flyveplads til mellemlanding på ruten London–Johannesburg, da de ikke kunne få overflyvningstilladelser til det afrikanske kontinent. Wideawake havde en central rolle i Operation Black Buck under Falklandskrigen i 1982.
Derudover har ESA en sporingsstation til Ariane-opsendelserne fra Kourou.
Det dyrkes frugt og grøntsager på øen. Sportfiskerturisme forekommer.

## Historie
Øen blev opdaget d. 25. marts 1501 af den portugisiske kaptajn João da Nova, og fik navnet Ascension fordi den blev opdaget Kristi himmelfartsdag. Den er siden 1815 en britisk koloni. Da Napoleon kom til Sankt Helena efterlod man en britisk garnison i Georgetown. Øen kom i 1922 under Saint Helena and Dependencies-området.

## Eksterne links
- Wikimedia Commons har flere filer relateret til Ascension
- Ascension Island Government

7°57′S 14°21′V / 7.95°S 14.35°V